# Urraomyrpitta
Urraomyrpitta (Grallaria urraoensis) är en nyligen beskriven fågel i familjen myrpittor inom ordningen tättingar.

## Utseende och läte
Urraomyrpitta är en medelstror art i släktet Grallaria. Den är olivbrun till kanelbrun på hjässa, ansikte, strupens kanter, nacke, mantel och vingar, med beigefärgade fjäderkanter på hjässan och nacken. Vingpennorna är djupare kanel- till rostbruna, stjärten mörkare rostbrum.
På undersidan är den kontrasterande ljusgrå på strupen och mellangrått på bröst och buk med varierande mängd kanelbrun anstrykning, framför allt på strupe, bröst och flanker. Undergump och undre stjärttäckare är vitaktigt grå.
Näbben är mörkt blågrå med ljus spets och benen är likaså blågrå. Ögat är mörkbrunt. Liknande brunbandad myrpitta har brunt bröstband och mörkare ovansida. Den knappt sekundlånga sången består av tre toner som ökar i längd och tonhöjd. Lätet består av en enstaka högljudd vass ton.

## Utbredning och status
Fågeln förekommer i norra delen av västra Anderna i Colombia (Antioquia). IUCN kategoriserar den som akut hotad.

## Namn
Urrao är en kommun i departementet Antioquia i nordvästra Colombia.